# Dominique Cogels-Le Grelle
Pour les articles homonymes, voir Cogels.
Dominique Cogels, épouse Le Grelle (Jemappes, le 24 mai 1950) est une femme politique belge, membre du Centre démocrate humaniste.
Elle est infirmière diplômée hospitalière et sociale (Bruxelles 1972 et Louvain 1974); employée dans le domaine médico-social (1974-1977); enseignante dans le paramédical (1978-1991); directrice de maison de repos (1993-1995).

## Carrière politique
- conseillère communale de Jurbise (1989-2006)
  - échevine (1989-2000)
  - bourgmestre ff (1991-1992)
- députée wallonne (1995-1999)